# Chrysolina inflata
Chrysolina inflata es un coleóptero de la familia Chrysomelidae.
Fue descrita científicamente en 1916 por Weise.